# هاكرز (لعبة فيديو)
هاكرز (بالإنجليزية: Hackers)‏ هي لعبة فيديو إستراتيجية، أُصدرت بواسطة تريكستر آرت لنظامي أندرويد وآي أو إس في 19 سبتمبر 2016.